# Billy Varga

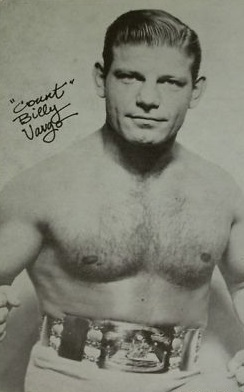
Billy Varga

William Joe Varga (* 10. Januar 1919 in Cleveland, Ohio; † 11. Januar 2013 in Burbank, Kalifornien) war ein US-amerikanischer Ringer und Filmdarsteller.

## Leben
Bereits Vargas Vater war im europäischen Wrestling-Geschäft aktiv (unter dem Namen „Count Joseph Varga“); sein Sohn wurde nach dem Besuch der Hollywood High School und einem Abschluss an der University of Southern California im Dezember des Jahres 1941 Weltmeister im Leichtschwergewicht. Wenig später ging er bis 1947 zur United States Navy. Sofort eroberte er sich den Weltmeistertitel zurück. Bis in die 1970er Jahre hinein war der 1,80 m große und 91 kg schwere Vater von drei Kindern als Wrestler aktiv, wobei er sich Count Billy Varga nannte; daneben spielte er immer wieder Rollen für Kino und Fernsehen. Auch dabei wurde er meist als Boxansager, Ringer oder Ringrichter besetzt. In etlichen Fernsehshows trat er gegen Prominente in Sketchen und zu Unterhaltungszwecken an, so in seinem bekanntesten Kampf gegen Herman Munster.
Billy Varga starb einen Tag nach seinem 94. Geburtstag.

## Filmografie (Auswahl)
- 1949: Alias the Champ
- 1953: Fegefeuer (Miss Sadie Thompson)
- 1964: The Munsters (Fernsehserie, eine Folge)
- 1973: Oklahoma Crude
- 1980: Wie ein wilder Stier (Raging Bull)
- 1991: Alligator II – Die Mutation (Alligator II: The Mutation)